# 置戸駅

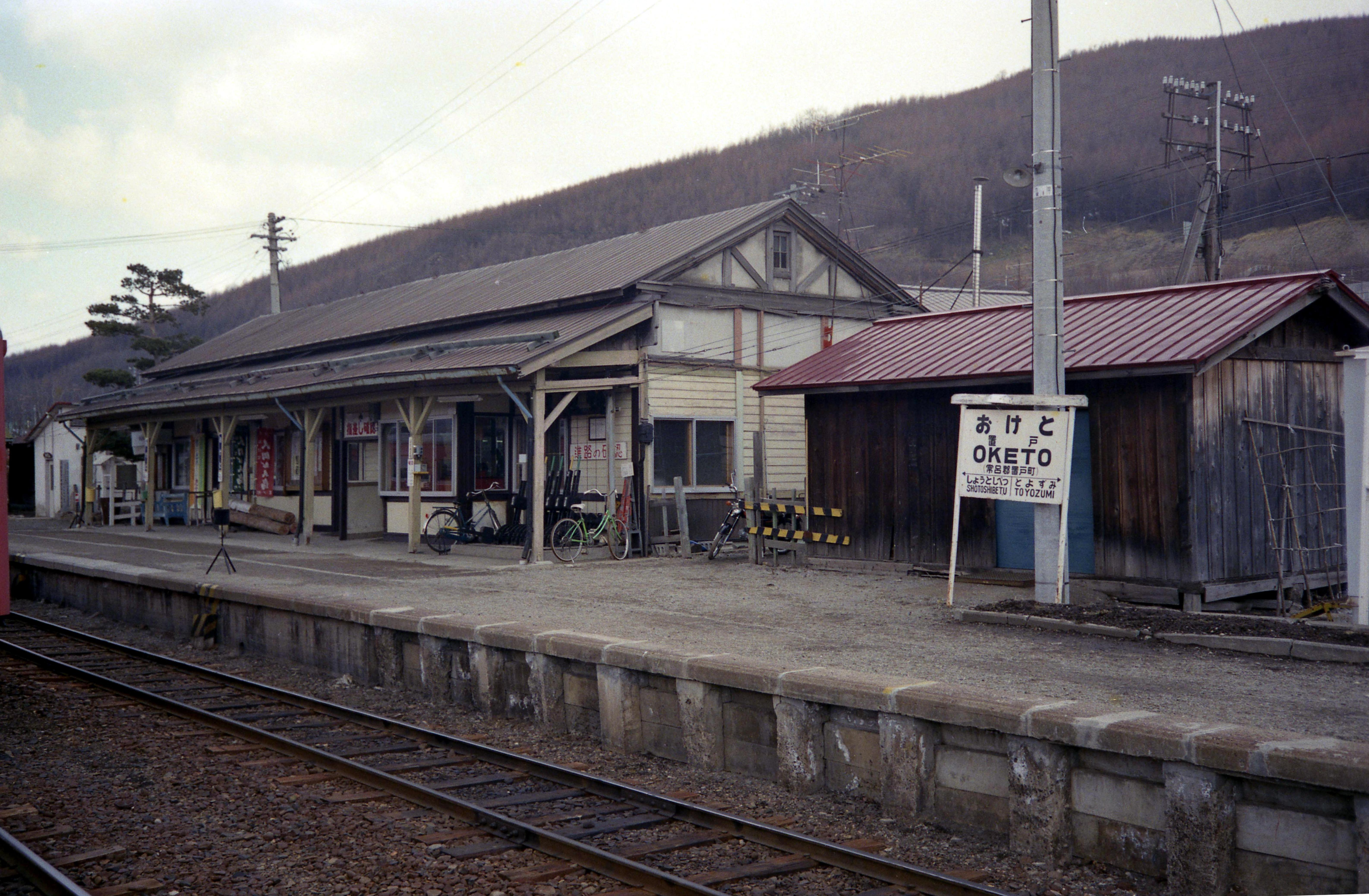
JR北海道当時の駅舎（ホーム側より撮影、1989年3月）

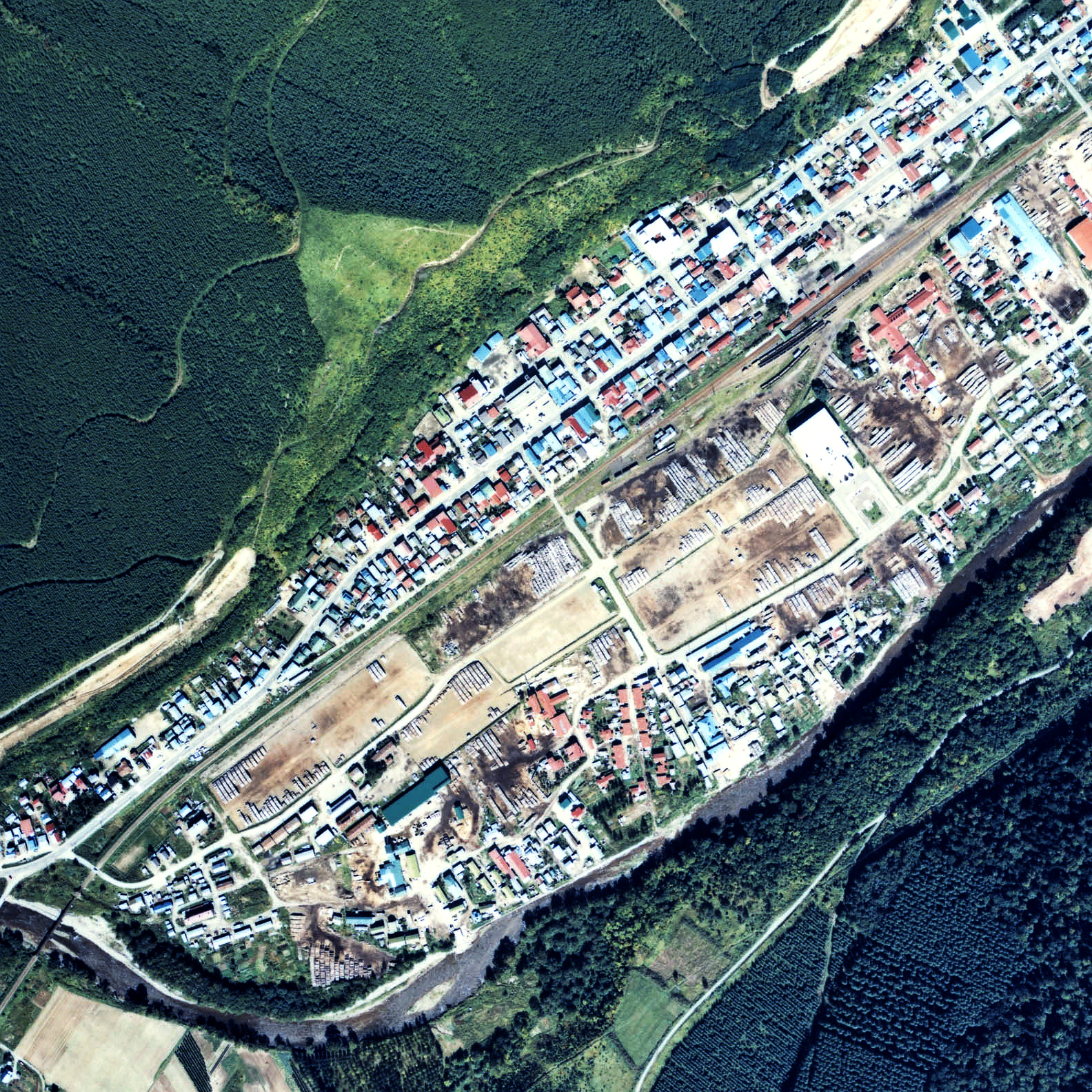
1977年、国鉄池北線時代の置戸駅と周囲1 km範囲。右上が北見方面。標高約220 m、周囲の山々と300 m程高低差のある谷筋に、木材搬出を主目的として作られた駅で、山を越えた北隣の石北本線留辺蘂駅と似ている。駅裏正面から池田側に北見営林局置戸営林署管轄の広大なストックヤード（土場）が広がる。その周囲には沢山の木工場が建てられており、駅裏は殆んど全て木材関係の施設が占めている。相対式ホーム2面2線と駅舎横の北見側に貨物ホームと引込み線、駅裏側に3本の留置線、そこからヤードの池田側へ2本の貨物積卸線が伸びる。かつてはもう一本ヤードの中央に伸びていたが、既に撤去されて軌道跡が小道状になっている。その積卸線と本線との間に建家があるが、置戸-陸別間にある池北峠越え用の補機用機関車の車庫で、以前はそのすぐ北見寄りに転車台があったが、撤去され埋められて殆んど痕跡が無くなっている。
かつてはこのヤードの南西端へ置戸森林鉄道が接続し、西方の常呂川上流、現在の鹿の子ダムよりさらに上流にある支流の上ホロカトコロナイ川や、勝山から南西に分かれる支流の仁居常呂川上流から、勝山に設けられた中継地を介して、木材を運び込んでいた。写真左下に見える踏切よりも川寄り、本線の常呂川鉄橋手前に窪んでカーブして行く跡と本線の短い鉄橋が残っているが、軌道はそこを潜り抜けて、川を渡らずに旧道に沿って山裾を回り込みながら勝山へ向かっていた。

置戸駅（おけとえき）は、北海道常呂郡置戸町字置戸にあった北海道ちほく高原鉄道ふるさと銀河線の駅（廃駅）である。国鉄・JR北海道池北線時代の電報略号はオケ。事務管理コードは▲120501。

## 歴史
- 1911年（明治44年）
  - 9月25日：鉄道院網走線の淕別駅 - 野付牛駅延伸に伴い開業[8]。網走支庁で最初に設置された駅であり、「管内最初　明治四四年開駅之碑」が構内に建っていた。一般駅[1]。
  - 11月18日：線名改称。池田 - 網走間を網走本線とする。
- 1921年（大正10年）：置戸森林鉄道開設。
- 1932年（昭和7年）頃：駅舎改築[9]。
- 1949年（昭和24年）6月1日 - 公共企業体である日本国有鉄道に移管。
- 1961年（昭和36年）
  - 4月1日 - 網走本線のうち、池田 - 北見間を池北線に改称。同線所属となる。
  - 月日不詳 - 置戸森林鉄道廃止。
- 1982年（昭和57年）3月29日：貨物取扱い廃止[1]。
- 1984年（昭和59年）2月1日：荷物取扱い廃止[1]。
- 1987年（昭和62年）4月1日：国鉄分割民営化により北海道旅客鉄道に継承[1]。
- 1989年（平成元年）6月4日：北海道ちほく高原鉄道に転換[1]。
- 1996年（平成6年）12月3日：鉄筋コンクリート造2階建ての駅舎に改築[10]。「ぽっぽ」の愛称が付けられる[11]。
- 2006年（平成18年）4月21日：ふるさと銀河線廃線により廃止。

## 駅構造

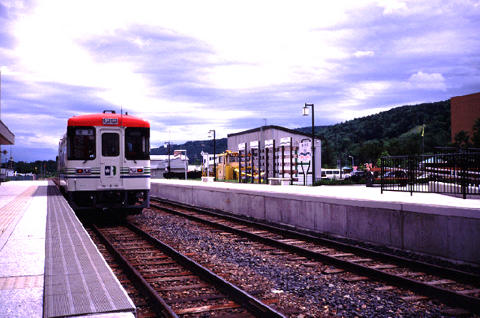
発車時刻待ちの北見行CR75-3（1998年7月）

- 相対式ホーム2面2線の地上駅。鉄骨造2階建てで、コミュニティーセンターと合築になっている[10]。
- 社員配置駅（駅長と助役）。平日日中のみ営業。改札業務はしなかった。廃止前1ヶ月程度の期間は土日祝も営業していた。
- 廃止後は観光案内所で北海道北見バスの回数券・定期券を発売し、バスは駅前には乗り入れている[12]。
- この駅での夜間停泊は設定されていなかった。国鉄時代末期の1986年11月1日改正では、当駅に23時前に到着する列車があった。ふるさと銀河線になってからも、23時10分過ぎ → 22時台後半に当駅止まりがあり、到着後北見駅まで回送列車であったが、2000年4月1日の改正で北見発が21時台に繰り上がり、22時台に当駅始発・北見行きという運用に見直された。

## 駅名の由来
所在地名より。アイヌ語の「オ・ケトゥ・ウン・ナイ」（川尻に・獣皮を乾かすその張り枠・ある・,川）に由来するとされる。

## 駅廃止後
駅事務室が置戸町歯科診療所へ改修されたほか、2012年（平成24年）10月25日には駅の吹き抜けの開放的な空間を生かして町民有志が運営する置戸ぽっぽ絵画館が開設された。ホームや線路・碑などはそのまま残されている。

## 利用状況
乗車人員の推移は以下のとおりであった。
| 年度               | 乗車人員 | 乗車人員 | 出典   | 備考 |
| 年度               | 年間     | 1日 平均 | 出典   | 備考 |
| ------------------ | -------- | -------- | ------ | ---- |
| 1965年（昭和40年） | 249,300  | 683      | [ 18 ] |      |
| 1970年（昭和45年） | 204,144  | 559      | [ 18 ] |      |
| 1975年（昭和50年） | 193,026  | 527      | [ 18 ] |      |
| 1980年（昭和55年） | 155,927  | 427      | [ 18 ] |      |
| 1981年（昭和56年） | 139,727  | 383      | [ 18 ] |      |
| 1982年（昭和57年） | 138,910  | 375      | [ 18 ] |      |
| 1983年（昭和58年） | 127,450  | 348      | [ 18 ] |      |
| 1984年（昭和59年） | 126,054  | 345      | [ 18 ] |      |
| 1985年（昭和60年） | 119,877  | 328      | [ 18 ] |      |

## 駅周辺
置戸町の中心駅。町の機能がほぼそろっている。
- コミュニティーホール「ぽっぽ」[10]
- 置戸町役場
- 北見警察署置戸駐在所
- 置戸郵便局
- 北見信用金庫置戸支店
- きたみらい農業協同組合（JAきたみらい）置戸支店
- 北海道置戸高等学校
- 国道242号
- 常呂川
- 北海道北見バス「置戸」停留所

## 置戸森林鉄道
- 1920年（大正9年）：置戸森林鉄道敷設工事着工[19]。
- 1921年（大正10年）
  - 不明：中里に貯木場（中置戸土場）設置[19]。
  - 8月：幹線（置戸駅-中置戸-二股（現・勝山））16.6km竣工[19]。
  - 11月：二股より仁居常呂支線 9.6 km、士居常呂支線 11.8 km 各線延長[19]。
  - 11月15日：森林鉄道輸送開始[19]。
- 1922年 - 1925年：仁居常呂支線 25.1 km、士居常呂支線 24.9 km 各線延長[19]。
- 1923年（大正12年）：置戸貯木場（駅土場）設置[19]。
- 1925年（大正14年）：駅土場へ引込線200 m敷設[19][注釈 2]。
- 1929年（昭和4年）：士居常呂支線 4.0 km延長[19]。
- 1931年（昭和6年）：中置戸土場閉鎖、置戸駅土場に集約[19]。常呂川本流線新設[19]。
- 1961年（昭和36年）：廃止、軌道撤去[19]。

## 隣の駅
北海道ちほく高原鉄道
ふるさと銀河線
小利別駅 - 置戸駅 - 豊住駅
小利別と置戸間の釧北峠（現・池北峠）に、1916年（大正5年）から1931年（昭和6年）まで釧北信号場が置かれていた。また、同一地点に戦後まもない頃（時期不詳）から1957年（昭和32年）まで釧北仮乗降場が置かれていた。